# Лідине (Волноваський район)
Лі́дине — село Хлібодарівської сільської громади Волноваського району Донецької області України.

## Загальні відомості
Лідине підпорядковане Новоолексіївській сільській раді. Відстань до райцентру становить близько 27 км і проходить автошляхом Н20. Землі села межують із територією с-ща. Дружне, Бойківський район Донецької області.
Двічі на день поруч із Лідиним проходить автобус із Маріуполя на Волноваху.

## Історія
Дату заснування села поки не знайдено, однак власником села був поміщик Микола Мазуренко, який пересилив з свого села Миколаївки Кобеляцького повіту Полтавської губернії 8 сімей і у 1841 році купив у Болхівському повіті Орловської губернії ще 41 сім'ю.

## Населення

### Мова
Розподіл населення за рідною мовою за даними перепису 2001 року:
| Мова       | Кількість | Відсоток |
| ---------- | --------- | -------- |
| українська | 69        | 87.34%   |
| російська  | 10        | 12.66%   |
| Усього     | 79        | 100%     |

За даними перепису 2001 року населення села становило 79 осіб, із них 87,34 % зазначили рідною мову українську та 12,66 % — російську.